# انصراف (فلم قصير)
انصراف فيلم روائي قصير سعودي أنتج عام 2022، وهو من إخراج المخرجة السعودية جواهر العامري.
شارك الفيلم في عدة مهرجانات سينمائية دولية، حيث شارك في فعاليات الدورة الخامسة والأربعين من مهرجان القاهرة السينمائي الدولي، والتي استمرت خلال الفترة من 13 وحتى 22 نوفمبر (تشرين الثاني) 2024، كما شارك في مهرجان هوليوود الدولي للأفلام القصيرة في الولايات المتحدة الأمريكية.

## أماكن التصوير
صُورت جميع مشاهد فيلم انصراف تصويرا داخليا في مصر، وقد استعانت المخرجة بطاقم تقنيين مصريين لتصوير الفيلم.

## العرض
عُرض فيلم انصراف عالميا للمرة الأولى في مهرجان هوليوود الدولي للأفلام القصيرة في الولايات المتحدة الأمريكية، كما عُرض في المملكة المتحدة قبل عرضه في العالم العربي للمرة الأولى بمسابقة الأفلام القصيرة خلال فعاليات الدورة الخامسة والأربعين من مهرجان القاهرة السينمائي الدولي، كما عُرض الفيلم في رُكن الأفلام القصيرة خلال فعاليات الدورة السابعة والسبعين من مهرجان كان السينمائي الدولي.

## الإنتاج
فيلم انصراف هو من إنتاج كل من نورة الخطيب وجيانلوكا شقرا، كما ساهمت عدة جهات في إنتاج الفيلم، ومنها مؤسسة البحر الأحمر السعودية، ومؤسسة فلونتر الإماراتية بالإضافة إلى شركة فرونت رو وشركة كات فيلمز للإنتاج السينمائي بمصر، وتولت شركة فرونت رو توزيع الفيلم عالميًا.

## طاقم العمل

### الممثلون
- رجاء
- لولو سعود
- عائشة الرفاعي
- غادة عبود
- سعادة الزهراني

### المنتجون
- نورة الخطيب
- جيانلوكا شقرا
- شركة فرونت رو
- مؤسسة البحر الأحمر
- مؤسسة فلونتر
- شركة كات فيلمز للإنتاج الفني

## ملخص أحداث الفيلم
تدور أحداث فيلم انصراف حول مجموعة من طالبات المرحلة الثانوية اللائي يُفجعن بوفاة زميلتهن في حادث أليم فيقررن تأليف أنشودة تأبين لها لإلقائها في الإذاعة المدرسية غير أن مديرة المدرسة تقرر منعهن عن ذلك وتخبرهن أنهن قد كبرن ويجب عليهن أن يتعظن من الموت، وبدلًا من إلقاء أنشودتهم بالإذاعة المدرسية تأمر إحداهن أن تستلقي على طاولة لكي تشرح لهن كيفية تكفين الموتى، وهو ما يسبب صدمة للطالبات. ذكرت مخرجة ومؤلفة الفيلم أن أحداث فيلم انصراف مستوحاة من أحداث حقيقية تعرضت لها هي وبعض زميلاتها في صغرهن.

## الجوائز والترشيحات
شارك فيلم انصراف في العديد من المهرجانات السينمائية الدولية، وحصد منها الكثير من الجوائز، ففي عام 2024، حصد الفيلم جائزتين من جوائز مهرجان هوليوود الدولي للأفلام القصيرة، إحداهما جائزة أفضل مخرج والتي فازت بها مخرجة الفيلم، والأخرى هي جائزة أفضل تمثيل والتي مُنحت لبطلة الفيلم، كما فاز في نفس العام بجائزة لجنة التحكيم الخاصة في مسابقة الأفلام القصيرة ضمن فعاليات الدورة الخامسة والأربعين من مهرجان القاهرة السينمائي الدولي.